# La Ferté-Chevresis
La Ferté-Chevresis är en kommun i departementet Aisne i regionen Hauts-de-France i norra Frankrike. Kommunen ligger  i kantonen Ribemont som ligger i arrondissementet Saint-Quentin. År 2022 hade La Ferté-Chevresis 521 invånare.

## Befolkningsutveckling
Antalet invånare i kommunen La Ferté-Chevresis
Referens: INSEE